# Чайка (Чортків)
Чайка — польський футбольний клуб з міста Чортків (нині Тернопільська область, Україна).
Представляв Українське Спортове Товариство. Вважався однією з найкращих команд повіту.

## Історія
У липні 1938 року на запрошення УСТ «Чайка» до міста завітали футболісти УСТ «України» зі Львова, які перемогли «Чайку» та наступного дня КОР з рахунками 6:1 та 5:0 відповідно.
Гравці не припиняли виступи в роки гітлерівської окупації. Клуб перестав діяти з приходом «червоних» у 1944 році.